# オリジナル・シックス
オリジナル・シックスは、1942-1943シーズンに、NHLを構成し、1967年のエクスパンションまで25シーズンにわたって活動したNHLチームを指す。
オリジナル・シックスは:
- モントリオール・カナディアンズ (1909年, 1917年のNHL創始会員)
- トロント・メープルリーフス (1917年のNHL創始会員)
- ボストン・ブルーインズ (1924年)
- デトロイト・レッドウィングス (1926年)
- シカゴ・ブラックホークス (1926年)
- ニューヨーク・レンジャース (1926年)

## 「オリジナル・シックス」当時
オリジナル・シックスと言う用語は間違っている。NHL#歴史の"NHL発足時の構成チーム"を見ればわかるように、オリジナルシックスのうちNHL創設メンバーはカナダの2チームに過ぎない。ボストン・ブルーインズが最初のアメリカフランチャイズとして1924年に加わり、カナダからモントリオール・マルーンズ（Montreal Maroons）、1925年にはニューヨーク・アメリカンズ（New York Americans）、ピッツバーグ・パイレーツ（Pittsburgh Pirates）が創設後に加えられた。1926年にあとの3チームが加わったことで、1967年以前で最大の10チームとなった。1929年の世界恐慌を発端としてマルーンズ、アメリカンズ、当初からメンバーだった先代のオタワ・セネターズが次々に倒産したが、「オリジナル・シックス」はその後25年間、6チームでのリーグ運営を続けた。
リーグが小さくなったことでNHLでプレーできる選手数が少なくなった。それによりプレーの質が高くなった。また、シーズンで同じチームと対戦する機会が14回になり、ファンにとってリーグの全選手を馴染みの選手とすることが容易だった。当時の試合ではキャパシティの95%が入場した。

## 批判
この時代に関する批判として、6チーム中4チームが参加できるプレーオフ進出があまりに簡単で、多すぎる支配的なチームを目立たせると言うものがある。（レギュラーシーズン(regular season）後2チームしか敗退せず、モントリオールは1949年から1967年まで一度もプレーオフ進出を逃したことが無く、デトロイトとトロントも3回しかない。そのため、他の3チームが残りのいす1つを争うことになった)
この頃のリーグはオーナーによって、独裁的で、独占的な運営にさらされているとも批判されていた。この点に関しては、デトロイト・レッドウィングスのオーナーであるジェームス・ノリス（James E. Norris）がシカゴ・ブラックホークスの所有を効果的に行い、さらにニューヨーク・レインジャーズの最大株主であった例などが挙げられる。
ノリスは、ボストン・ブルーインズにも世界恐慌中に借金の取立てを留保するなどの方法でその大きな影響力を保持した。象徴的な例として、後に選手会の設立を訴えるテッド・リンジーが最下位のシカゴ・ブラックホークスに放出されたことが挙げられる。
第二次世界大戦後、6チームのオーナーすべてがエクスパンションの可能性を却下し続け、衆目の集まる中ですら申し出のあるたびに基準を変え、まだ存続していたマルーンズやアメリカンズが再加入すると言う約束も反故にした。
その上、1980年代に選手寿命が伸びる兆しが見えるまで選手の入れ替えがほとんど無く、カルダー記念賞（新人王）を獲得した選手のうち、1950年代、60年代がもっとも弱いことが一般的に受け入れられている。

## オリジナル・シックス時代の終焉
1960年代までにNHLが拡張しなければ、そのスペースを他のリーグが埋めていくことが次第に明らかになってきた。
アメリカンフットボールは当時大きな成功を収め、他のホッケーリーグも成功していることが人々の目にも明らかだった。
特にWHL（Western Hockey League）は、太平洋岸の市場に移り選手の入れ替えが少ないNHLから締め出されている才能ある選手たちが次々に活躍する場となっていたことに加え、アメリカのテレビ局との放映契約がエクスパンションに向け6チームのオーナーの背中を押すことになった。エクスパンション・シックス参照.
オリジナル・シックスの6チームはすべて現存し、大きな名前の変更も無く（1986年に「ブラック・ホークス」が、Black HawksからBlackhawksになったものの）都市やフランチャイズの変更も無い。
1942年がオリジナル・シックス時代の幕開けと広く受け入れられているが、1959-60シーズンまではすべての選手がキャリアのすべてを6チームでプレーしたわけではなかった。最後までオリジナル・シックス以外でプレーした経験のある最後の選手は、以前ブルックリン・アメリカンズ（Brooklyn Americans）でプレーしたケン・モスデル（Ken Mosdell）で、1959年のスタンレー・カップで引退した。
オリジナル・シックス時代にプレーした最後の選手は、1983年のスタンレーカップを最後に引退したボストン・ブルーインズのウェイン・キャッシュマン（Wayne Cashman）、最後のゴーリー（GK）は1982年に同じくボストンを引退したロガシアン・ヴァション（Rogatien Vachon）だった。